# ジュール・アントワーヌ・リサジュー
ジュール・アントワーヌ・リサジュー（Jules Antoine Lissajous、1822年3月4日 - 1880年6月24日）は、ヴェルサイユで生まれたフランスの数学者、物理学者である。互いに直交する二つの単振動を合成して得られる平面図形である「リサジュー図形」は彼の名前に因んでいる。プロンビエール＝レ＝ディジョンで死去した。
多くの発明品の中には、自身の名前が付いた図形を描くことができる装置である「リサジュー装置」もある。この装置の中では、光線が振動する音叉に取り付けられた鏡で反射し、さらに垂直に配置された振動する音叉（通常は、和声的音程を作る異なる音高に調整される）に取り付けられた鏡で反射して、壁にリサジュー図形を描く。これは、ハーモノグラフ等の別の装置の発明のきっかけとなった。